# 三叉

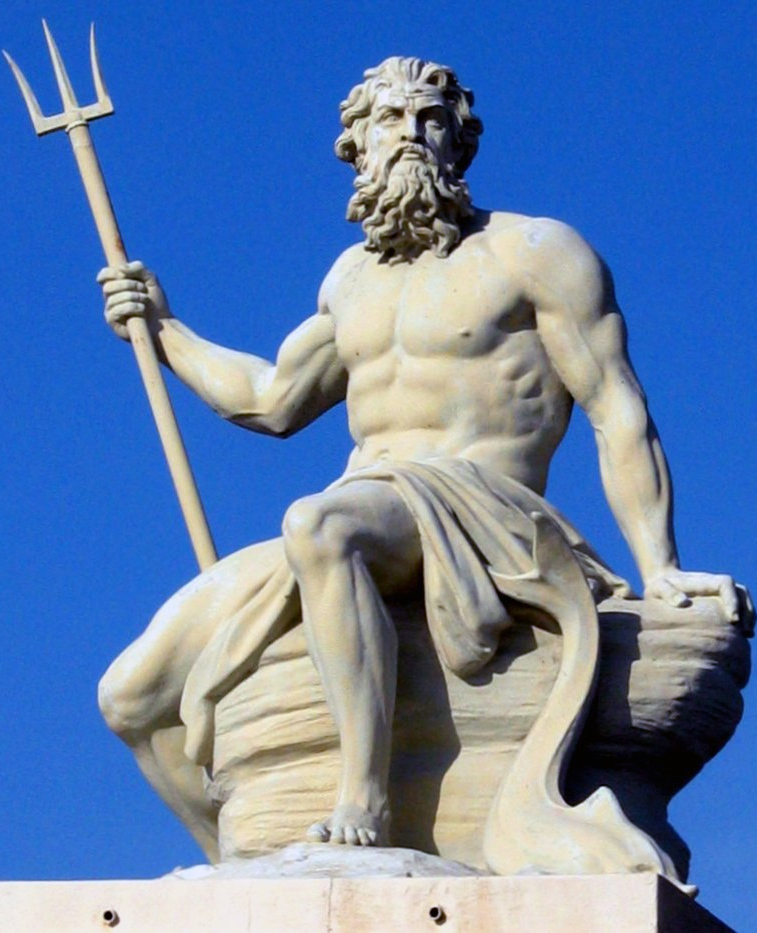
海神波賽頓持三叉雕像。

三叉，或作叉、三叉槍、三叉戟，是一種有三個叉的槍，外型與叉相同。用來叉魚，以前也被作軍事用途。三叉在神話、古代文化與現代文化中都有出現。

## 字源
英語Trident源自拉丁語Tridens或Tridentis：「tri」為「三」，「dentes」為「牙」。

## 神話

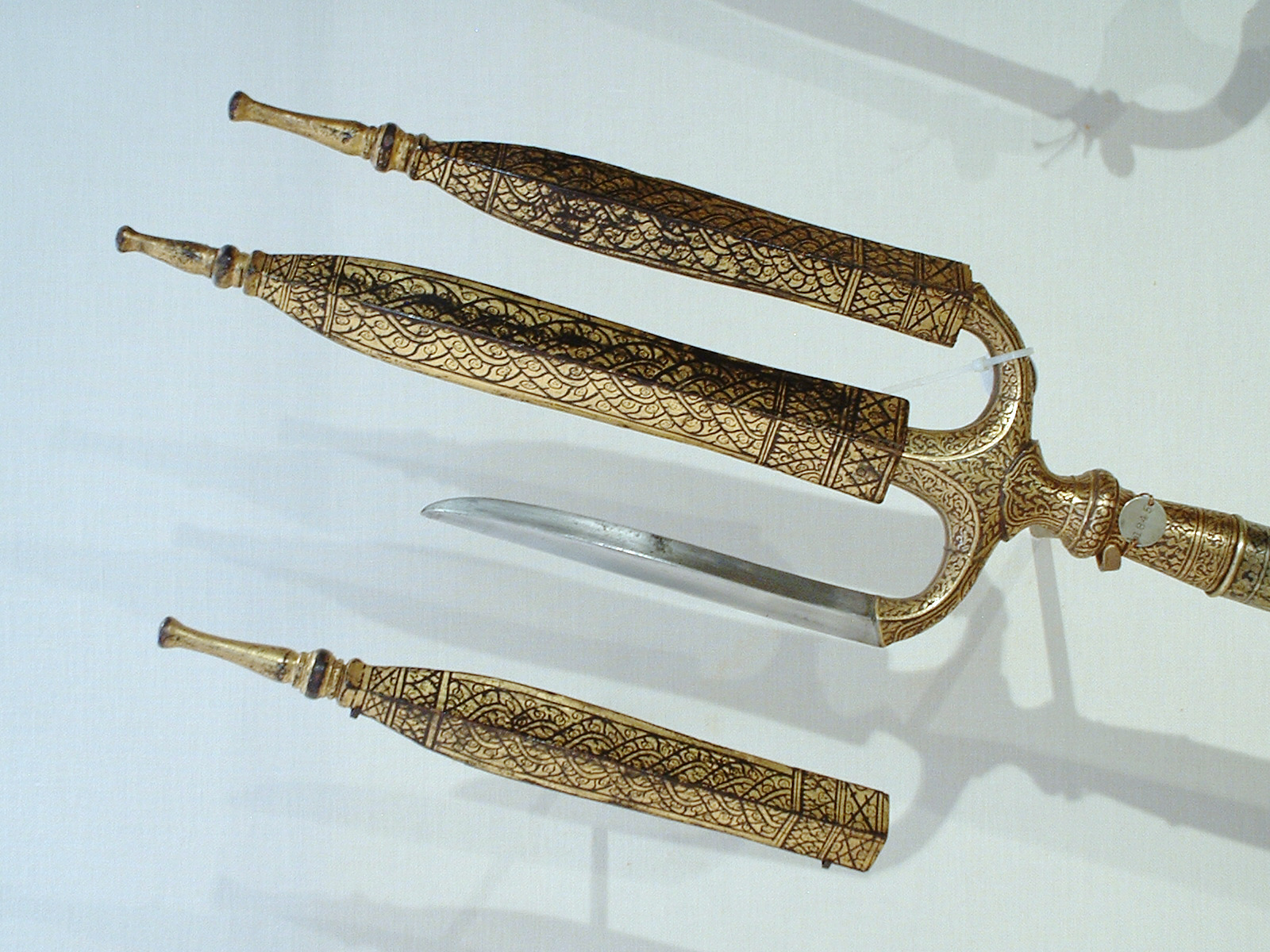
18世紀緬甸的三叉

在希臘神話中，這是海神波塞頓的象徵物和武器，傳說是他用三叉劈開大山，將山石變成島嶼。如同對應於波塞頓的羅馬神尼普頓也是以三叉為象徵。但在天主教裡認為三叉是魔鬼撒旦的武器（二短一長的形體有男性陽具的象徵），这些转变和对立被一些学者认为是新宗教代替旧宗教时的证据。
在印度神話中的三主神濕婆的象徵物和武器，也是三叉。

## 生物學
用來描述生物的外觀。自十九世紀末期，三叉的形狀就被用來確定植物外型，例如某些蘭花在早期的植物學作品上被形容有三叉尖唇。在現在的植物學文獻上，一些苞片被指為有三叉型，如黃杉屬的植物。

## 現代象徵
海王星（♆）的字形或印記暗指三叉戟，用於天文學和占星學。

### 政治

烏克蘭國徽

巴貝多國旗

- 烏克蘭國徽中的三叉戟（Тризуб），於1918年採用（對中世紀徽章的重新解釋，該徽章可追溯到弗拉基米爾大帝，但可能描繪了由基輔的奧爾加引入的阿爾吉斯（也稱為埃爾哈茲）維京符文） 。
- 巴貝多國旗和總統旗。